# Natal em Família 2
Natal em Família 2 é uma coletânea de canções natalinas interpretadas por artistas da gravadora Som Livre. Todas as canções do álbum foram gravadas exclusivamente para o álbum. É a segunda coletânea com mesmo nome lançada pela gravadora. Artistas da gravadora, como Victor & Leo, Malta, Wesley Safadão,Luan Santana, Claudia Leitte, Michel Teló, Raça Negra e entre outros nomes participam do álbum

## Lista de Faixas
| N.º | Título                                     | Compositor(es)                         | Intérprete(s)                            | Duração |  |
| 1.  | "Então É Natal" (Happy Xmas (War Is Over)) | Claudio Rabello                        | Victor & Leo & Malta                     | 3:53    |  |
| 2.  | "Jingle Bell Rock"                         | Joseph Carleton Beal James Ross Boothe | Sambô                                    | 1:49    |  |
| 3.  | "Natal Branco" (White Christmas)           | Marino Pinto Irving Berlin             | Suricato & Claudia Leitte                | 2:48    |  |
| 4.  | "Boas Festas"                              | Assis Valente                          | Gaby Amarantos & Cristiano Araújo        | 3:27    |  |
| 5.  | "Sino de Belém" (Jingle Bells)             | Ewaldo Ruy                             | Michel Teló & Wesley Safadão             | 2:28    |  |
| 6.  | "Noite Feliz"                              | Leo Chaves Ditado Popular              | Luan Santana & Sorriso Maroto            | 4:13    |  |
| 7.  | "O Homem de Nazareth"                      | Cláudio Fontana                        | Raça Negra & Pollo                       | 3:12    |  |
| 8.  | "Santa Claus Is Coming to Town"            | John Frederick Coots Haven Gillespie   | Jamz & Glaucio Cristelo                  | 2:45    |  |
| 9.  | "Um Feliz Natal" (Feliz Navidad)           | Ivan Lins                              | Grupo Bom Gosto & Koringa                | 2:54    |  |
| 10. | "Para Não Ser Triste"                      | Edson Borges                           | João Neto & Frederico & Gusttavo Lima    | 3:18    |  |
| 11. | "Jesus Cristo"                             | Erasmo Carlos Roberto Carlos           | Jads & Jadson                            | 2:52    |  |
| 12. | "Um Novo Tempo"                            |                                        | André Valadão & Padre Reginaldo Manzotti | 2:40    |  |

## Histórico de lançamento
| Região | Data                   | Formato(s)       | Gravadora |
| ------ | ---------------------- | ---------------- | --------- |
| Brasil | 18 de novembro de 2014 | CD               | Som Livre |
| Brasil | 1 de dezembro de 2014  | download digital | Som Livre |